# Subaru Kimura
Subaru Kimura (japanisch 木村 昴 Kimura Subaru, * am 29. Juni 1990 in Blankenburg (Harz) als Subaru Samuel Bartsch, japanisch バーチュ・スバル・ザムエル Bartsch Subaru Samuel) ist ein deutsch-japanischer Schauspieler, Synchronsprecher und Erzähler.

## Leben
Kimura wurde 1990 in Blankenburg am Harz geboren, wuchs aber in Japan auf. Sein Vater ist Deutscher und seine Mutter Japanerin; er spricht Japanisch, Englisch und Deutsch.
Er machte seinen Abschluss an der Harumi-Sōgō-Oberschule (東京都立晴海総合高等学校 Tōkyō Toritsu Harumi Sōgō Kōtōgakkō) und schrieb sich an der Asia University ein, die er aber ohne Abschluss verließ. Seinen ersten Auftritt im Fernsehen hatte Bartsch im Grundschulalter, als er in der Serie Mimakin auf Nippon TV den jungen Kenji Haga personalisierte. Seine bekannteste Rolle ist die Stimme von Takeshi Gōda (剛田 武) in der Serie Doraemon. Diese übernahm er im Jahr 2005 von Kazuya Tatekabe. Zu diesem Zeitpunkt besuchte Bartsch die Mittelschule.

## Filmografie

### Fernseh-Drama
- Tanken Bakumon (2012), Erzähler

### Anime
2005
- Doraemon (2005–heute), Takeshi Gōda

2006
- Mein Heimatland Japan

2011
- Mawaru Penguindrum, Kanba Takakura, Penguin 1

2012
- Kuroko’s Basketball, Papa Mbaye Siki
- Code:Breaker, Heike Masaomi

2013
- Gundam Build Fighters, Alan Adams

2014
- The Kindaichi Case Files R, Daisuke Kujiraki
- Psycho-Pass 2, Ogino
- Ping Pong: The Animation, Manabu Sakuma
- Black Bullet, Takuto Yasuwaki

2015
- Assassination Classroom, Ryōma Terasaka
- Dance with Devils, Mage Nanashiro

2016
- Sekkō Boys, Jiro Sandajima, Agrippa, Dionysos
- Bubuki Buranki, Sōya Arabashiri
- Assassination Classroom 2nd Season, Ryōma Terasaka
- Kagewani -II-, Jōji Honma
- 91 Days, Strega Galassia
- Haikyū!! Karasuno High School vs Shiratorizawa Academy, Satori Tendō
- Mobile Suit Gundam: Iron-Blooded Orphans, Dayne Uhai
- March Comes in like a Lion, Issa Matsumoto

2017
- Yu-Gi-Oh! VRAINS, Shōichi Kusanagi
- Puri Puri Chiichan!!, Chiteko (ep. 24)
- Altair: A Record of Battles, Kurt
- Boruto: Naruto Next Generations, Kū

2018
- Zombie Land Saga, Rapper A
- Devilman Crybaby, Gabi[6]
- Zoids Wild, Gyoza[7]

2019
- JoJo's Bizarre Adventure: Golden Wind, Pesci[8]
- RobiHachi, Allo
- Midnight Occult Civil Servants, Kiyo Gongen
- ACTORS: Songs Connection, Chiguma Marume
- Carole & Tuesday, Ezekiel[9]
- Case File nº221: Kabukicho, Masaya

2020
- Hypnosis Mic: Division Rap Battle: Rhyme Anima, Ichiro Yamada
- Jujutsu Kaisen, Aoi Todou
- Ikebukuro West Gate Park, Hiroto
- Akudama Drive, Hoodlum

2021
- 2.43: Seiin High School Boys Volleyball Team, Yusuke Okuma
- Beastars Season 2, Free
- Dragon Quest: The Adventure of Dai, Galdandy
- The World Ends With You: The Animation, Bito Daisukenojo
- Tokyo Revengers, Haruki Hayashida
- Re-Main, Jō Jōjima
- One Piece, Buggy (young)

### Originelle Netzanimation
- Monster Strike (2016), Sanjo Takii
- Koro-sensei Q! (2016), Ryoma Terasaka
- Gundam Build Fighters: Battlogue (2017), Allan Adams

### Theateranimation
- Doraemon: Nobita's Dinosaur 2006 (2006), Takeshi Goda
- Furusato Japan (2007), Gonji Abe
- Doraemon: Nobita's New Great Adventure into the Underworld (2007), Takeshi Goda
- Doraemon: Nobita and the Green Giant Legend (2008), Takeshi Goda
- Doraemon: The Record of Nobita's Spaceblazer (2009), Takeshi Goda
- Doraemon: Nobita's Great Battle of the Mermaid King (2010), Takeshi Goda
- Doraemon: Nobita and the New Steel Troops—Winged Angels (2011), Takeshi Goda
- Doraemon: Nobita and the Island of Miracles—Animal Adventure (2012), Takeshi Goda
- Doraemon: Nobita's Secret Gadget Museum (2013), Takeshi Goda
- Doraemon: New Nobita's Great Demon—Peko and the Exploration Party of Five (2014), Takeshi Goda
- Stand by Me Doraemon (2014), Takeshi Goda
- Psycho-Pass: The Movie (2015), Sem
- Doraemon: Nobita's Space Heroes (2015), Takeshi Goda
- Doraemon: Nobita and the Birth of Japan 2016 (2016), Takeshi Goda
- Doraemon the Movie 2017: Great Adventure in the Antarctic Kachi Kochi (2017), Takeshi Goda
- Dance with Devils: Fortuna (2017), Mage Nanashiro
- Doraemon the Movie: Nobita's Treasure Island (2018), Takeshi Goda
- Doraemon: Nobita's Chronicle of the Moon Exploration (2019), Takeshi Goda
- Doraemon: Nobita's New Dinosaur (2020), Takeshi Goda
- Stand by Me Doraemon 2 (2020), Takeshi Goda
- Doraemon: Nobita's Little Star Wars 2021 (2021), Takeshi Goda
- 100 Nichi Go ni Shinu Wani (2021), Mole[10]

### Tokusatsu
- Doubutsu Sentai Zyuohger (2016), Bowlingam (ep. 19–20)
- Uchu Sentai Kyuranger (2017), Seiza Blaster Voice,[11] Ragio Voice (ep. 11–12), Dark Blaster (ep. 26, 28, 31)
- Mashin Sentai Kiramager (2020), Bomb Jamen (ep. 25-26)
- Kamen Rider Revice (2021), Vice

### Videospiele
- IDOLiSH7 (2017), Inumaru Touma
- The World Ends with You (2007), Bito Daisukenojo[12]
- Kingdom Hearts 3D: Dream Drop Distance (2012), Bito Daisukenojo[12]
- Granblue Fantasy (2015), J.J.
- Kingdom Hearts HD 2.8 Final Chapter Prologue (2017), Aced,[12] Bito Daisukenojo
- Shin Megami Tensei: Strange Journey Redux (2017), Zeus[12]
- Kingdom Hearts III (2019), Aced[12]
- The King of Fighters for Girls (2019), Ryo Sakazaki[13]
- Disney: Twisted-Wonderland (2020), Sam
- Final Fantasy VII Remake (2020), Kotch[12]
- Soulcalibur VI (2020), Hwang Seong-gyeong[14]
- DC Super Hero Girls: Teen Power (2021), Hal Jordan[12]

### Musik/Drama-CD
- Hypnosis Mic: Division Rap Battle (2017), Ichiro Yamada (MC B.B.)

### Fernsehwerbung
- The Way of the Househusband (2020), G-Goda[15]

### Dubbing

#### Live-action
- Taron Egerton
  - Testament of Youth, Edward Brittain
  - Kingsman: The Secret Service, Gary "Eggsy" Unwin
  - Kingsman: The Golden Circle, Gary "Eggsy" Unwin[16]
  - Robin Hood, Robin Hood[17]
  - Rocketman, Elton John[18]
- The 100, Lincoln (Ricky Whittle)
- Avengers: Endgame, M'Baku (Winston Duke)[19]
- Avengers: Infinity War, M'Baku (Winston Duke)
- Bad Boys for Life, Dorn (Alexander Ludwig)[20]
- Bad News Bears, Mike Engelberg
- Black Panther, M'Baku (Winston Duke)
- CJ7, Storm Dragon
- Cats, Plato and Socrates (Les Twins)
- Dallas, Tommy Sutter
- Danger Close: The Battle of Long Tan, Major Harry Smith (Travis Fimmel)[21]
- Empire, Jamal Lyon (Jussie Smollett)[22]
- Ender's Game, Dink Meeker (Khylin Rhambo)
- F9, Twinkie (Bow Wow)[23]
- Fantastic Four, Reed Richards/Mr. Fantastic (Miles Teller)[24]
- Frankenstein's Army, Sergei (Joshua Sasse)
- Fury, Lt. Parker (Xavier Samuel)
- The Gallows, Ryan Shoos[25]
- Get Smart (2011 TV Asahi edition), Lloyd (Nate Torrence)[26]
- The Greatest Showman, Phillip Carlyle (Zac Efron)[27]
- The Handmaid's Tale, Commander Nick Blaine (Max Minghella)[28]
- Houdini & Doyle, George Gudgett (Adam Nagaitis)[29]
- Jexi, Kid Cudi[30]
- Mulan, Yao (Chen Tang)[31]
- Spin Out, Billy (Xavier Samuel)[32]
- Superfly, Eddie (Jason Mitchell)[33]
- Tom & Jerry, Terrance (Michael Peña)[34]

#### Animation
- Manolo und das Buch des Lebens, Manolo Sánchez
- Mao Mao: Beschützer vom Rubintal, Badgerclops[35]
- Megamind, Hal Stewart/Tighten[36]
- Pac-Man and the Ghostly Adventures, Skeebo
- RWBY, Cardin Winchester
- Smallfoot, Migo
- Soul, Paul[37]
- Star Wars Resistance, Kazuda Xiono[38]
- Trolls World Tour, Tiny Diamond[39]